# 京福リムジンバス
京福リムジンバス株式会社（けいふくリムジンバス）は、石川県加賀市に本社を置き路線バス・貸切バスを運行していたバス事業者。京福バスの子会社であるが、京福電気鉄道が間接所有において子会社となっている。

## 概要
2004年（平成16年）、京福電気鉄道（京福）の子会社である京福バスが、石川県における貸切バス事業拡大のために設立した。貸切バス事業において京福グループでは唯一石川県を運行エリアとする。
2006年（平成18年）、京福バスから小松空港連絡バス、永平寺特急バス（現・永平寺ライナー）の運行を移管された。
2022年4月1日付で京福バスへ吸収合併され、京福リムジンバスは解散した。京福リムジンバスが運行していた路線は京福バスが継続して運行する。

## 沿革
- 2004年4月5日：会社設立[1]。
- 2006年10月1日
  - 丸岡バスターミナルに丸岡営業所を設置。
  - 小松空港連絡バス、永平寺特急バス（現・永平寺ライナー）を京福バスから移管[5][6]。
- 2012年：丸岡深夜バスの運行を開始[5]。
- 2016年4月1日：永平寺おでかけ号を一般路線化[9]。
- 2020年4月10日：本社社屋を新築移転[10]。
- 2021年3月20日：小松空港連絡バス・永平寺ライナーにおいて、Visaの非接触型決済「Visaタッチ」を、北陸地方で初めて導入（北國銀行と子会社の北国クレジットサービスが運用幹事社）[11][12][13][14]。
- 2022年4月1日：京福バスへ吸収合併され解散[7][8]。

## 事業所
本社（貸切バス管轄）
- 石川県加賀市伊切町い40番地1
  - 旧本社は加賀市伊切町い77番地[15]にあったが、2020年に同一町内に移転した。

丸岡営業所（路線バス管轄）
- 福井県坂井市丸岡町西里丸岡第12号21番地1（丸岡バスターミナル・京福バス丸岡営業所と併設）

## 運行していた路線
2022年4月1日以降は京福バスが運行。いずれの路線も丸岡営業所が担当している。

### 空港連絡バス

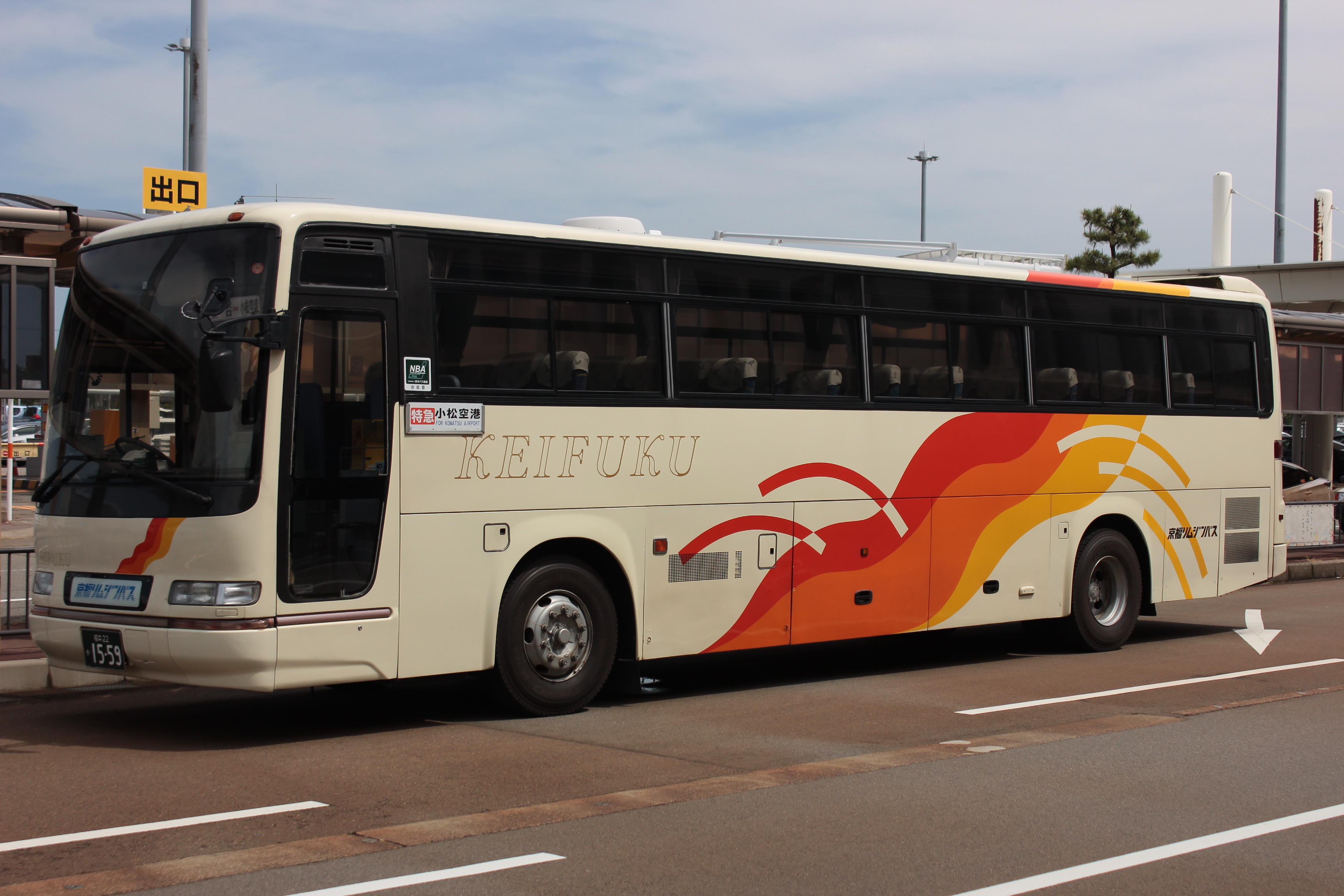
小松空港連絡バス
- 福井駅東口（2番のりば発） ・福井北インター・丸岡インター ⇔ 小松空港（4番のりば発）

1987年10月1日、京福電気鉄道（当時）と福井鉄道の共同運行で開設。2013年4月1日からは京福リムジンバスの単独運行となった。
2020年4月15日から7月31日まで、新型コロナウイルス感染拡大防止のため、京福リムジンバスすべての路線バスが全面運休となる。同年8月1日から特別ダイヤで運行再開。同年8月24日から再び運休。同年11月21日から運行再開。2021年1月16日から再び運休。

### 観光特急バス
永平寺ライナー
- 福井駅東口（1番のりば発） - 永平寺門前

2001年の旧・京福電気鉄道越前本線における列車正面衝突事故に伴う運行停止後に開設された「永平寺特急」をルーツとする。当時は京福バスターミナルを発着する路線であり、平日は1日4往復・土休日は1日6往復が所要35分で運行されていた。
2006年に京福バスから路線移管された。福井駅と永平寺門前を結ぶ特急バスである。開設当初より中部縦貫自動車道を1区間（松岡IC - 永平寺参道IC）のみ通行する。
2009年5月22日、福井駅東口バスターミナルの供用開始に伴い、発着地を移転。同時に平日は1日6往復、休日は下り（福井駅発）が7便・上り（永平寺門前発）が8便に増発され、運行間隔もほぼ1時間間隔に揃えられた。所要時間も下りが30分、上りは28分と若干短縮されている。
高速車を使用する。一部便には、京福バスが運行する「SYOINGバス」シリーズ（揮毫は吉川壽一）の1つとして、若草色の車体に「道」の文字が書かれた専用ラッピングバスが使われている。
小松空港連絡バスと同様に、2020年4月15日から7月31日まで全面運休。同年8月1日から特別ダイヤで運行再開。同年8月24日から再び運休。2020年11月21日から特別ダイヤで運行再開。2021年1月16日から再び運休。

### 一般路線
永平寺おでかけ号
- 片山津温泉・加賀温泉駅・山代温泉・山中温泉 ⇔ 永平寺口前・永平寺井の上

2004年4月の国道364号丸岡・山中温泉トンネル開通を機に、山中温泉 - 永平寺で運行開始。春から秋にかけて季節運行。2014年10月より片山津温泉 - 山代温泉間が延伸された。
山中温泉観光協会や加賀市観光交流機構が京福バスへ運行委託していた加賀温泉郷 - 永平寺の温泉宿泊者向け有償チャーター便を、通年運行の一般路線化する形で、2016年4月から京福リムジンバスによる運行を開始した。
高速車を使用する。午前に永平寺行き、午後に加賀温泉郷行きの毎日1往復となっている（同一県内のみの利用不可）。
乗車は予約制で、停留所設置3温泉の旅館組合加盟あるいは加賀市観光交流機構会員の宿泊施設での予約購入（宿泊客限定）は2か月前、その他の場合は前日の9時から18時までに予約する。当日は空席があるときのみ無予約で乗車できる。
2020年4月15日から7月31日まで全面運休。永平寺おでかけ号のみ、2020年8月1日から通常運行を再開している。
丸岡深夜バス
- 福井駅（1番のりば）→ 大名町 → 県立歴史博物館 → 二の宮 → 福井トヨペット前 → アピタ・エルパ前 → 羽崎 → 丸岡バスターミナル[26][27]

夜間の帰宅手段と飲酒運転撲滅のため深夜バスを運行する。福井駅東口22時30分発の1便を毎週金曜夜のみ運行、年末年始（12月30日 - 1月3日）は運休。2012年10月1日運行開始。
空港連絡バスの車両を使用する。22時過ぎに福井駅東口へ到着した小松空港連絡バス最終便車両を、平日のみ丸岡車庫へ回送せず、福井駅（西口）発の坂井市丸岡町方面一般路線バスの最終便に充当していた。
福井市中央卸売市場周辺までは京福バス38系統（大和田大学病院線）、その先はおおむね同36系統（県立病院丸岡線）に沿う経路（全区間一般道）となっており、当該区間に相当する京福バスの定期券・回数券等も含め割増運賃等なく利用できた。
新型コロナウイルス感染拡大防止のため、2020年4月15日から運休。ほかの路線バスは同年8月1日から運行再開した。
しかし、深夜バスは運行を再開することなく2020年9月30日をもって運行を終了した。

## 過去の路線
マルキュー・シャトル

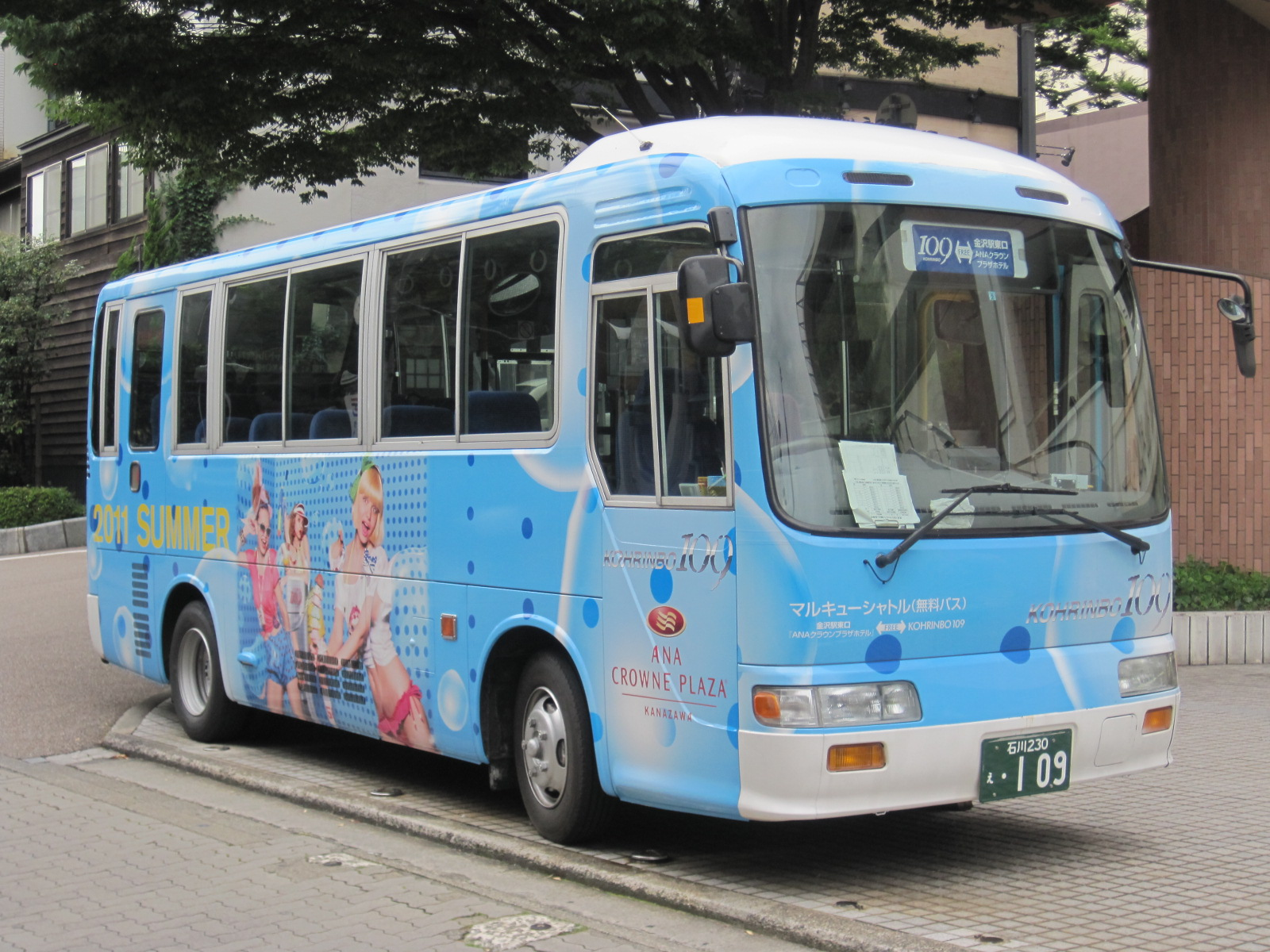
マルキュー・シャトル専用車両の日野・リエッセ
希望ナンバーで「109」を取得している
（2011年7月31日）

- KOHRINBO109（石川県金沢市香林坊） - 金沢駅東口

KOHRINBO109（現：香林坊東急スクエア）の無料送迎バス。2011年3月5日から春のリニューアルに合わせて、金沢駅と店舗を結ぶ無料送迎バス「マルキュー・シャトル」として運行開始。土日祝日限定で、10時から19時までの間、1日9往復で、KOHRINBO109と金沢駅東口・ANAクラウンプラザホテル金沢を結んでいた。
専用車両（38人乗り）として、日野・リエッセのラッピングバスが用意され、希望ナンバーで「109」を取得していた。
「マルキュー・シャトル」は、2016年の東急スクエアへのリニューアル前に廃止されている。

## 保有車両
2018年時点で18台（路線・貸切各9台）を保有する。車両は京福バスまたは他社からの移籍車が多いが、自社発注車も在籍している。
三菱ふそう（8台）
- エアロバス（スタンダードデッカー、ハイデッカー）

日野自動車（9台）
- セレガ（R FD、FD）
- リエッセ

いすゞ（1台）
- ガーラ（ハイデッカー）